# Judit Magos
Judit Magos, född 19 februari 1951 i Budapest, död 18 oktober 2018, var en ungersk bordtennisspelare och europamästare i singel, dubbel och lag.
Magos spelade sitt första VM 1969 och 1983, 14 år senare, sitt 8:e och sista. Hennes bästa placering i VM var några kvartsfinaler + ett par 4:e platser i lag.
I EM gick det däremot bättre och hon tog totalt 11 medaljer i bordtennis-EM, 6 guld, 3 silver och 2 brons.

## Meriter
- Bordtennis VM
  - 1969 i Nagoya
    - 12:e plats med det ungerska laget

  - 1971 i Nagoya
    - 9:e plats med det ungerska laget

  - 1973 i Sarajevo
    - Kvartsfinal dubbel
    - 4:e plats med det ungerska laget

  - 1975 i Calcutta
    - 4:e plats med det ungerska laget

  - 1977 i Birmingham
    - Kvartsfinal mixed dubbel
    - 5:e plats med det ungerska laget

  - 1979 i Pyongyang
    - Kvartsfinal dubbel
    - 5:e plats med det ungerska laget

  - 1981 i Novi Sad
    - 7:e plats med det ungerska laget

  - 1983 i Tokyo
    - 9:e plats med det ungerska laget
- Bordtennis EM
  - 1972 i Rotterdam
    - Kvartsfinal singel
    - 1:a plats dubbel (med Henriette Lotaller)
    - 3:e plats mixed dubbel
    - 1:a plats med det ungerska laget

  - 1974 i Novi Sad
    - 1:a plats singel
    - 1:a plats dubbel (med Henriette Lotaller)
    - Kvartsfinal mixed dubbel
    - 2:a plats med det ungerska laget

  - 1978 i Duisburg
    - 1:a plats singel
    - 2:a plats dubbel (med Gabriella Szabó)
    - 1:a plats med det ungerska laget

  - 1980 i Bern
    - Kvartsfinal singel
    - Kvartsfinal mixed dubbel
    - 2:a plats med det ungerska laget

  - 1982 i Budapest
    - Kvartsfinal singel
    - 3:e plats dubbel (med Gabriella Szabó)
- Europa Top 12
  - 1973 i Böblingen: 2:a plats
  - 1974 i Trollhättan: 3:e plats
  - 1975 i Wien: 8:e plats
  - 1976 i Lübeck: 10:e plats
  - 1977 i Sarajevo: 6:e plats
  - 1978 i Prag: 8:e plats
  - 1979 i Kristianstad: 7:e plats
  - 1980 i München: 10:e plats
  - 1981 i Miskolc: 4:e plats
  - 1982 i Nantes: 8:e plats
- Ungerska mästerskapen - guldmedaljer
  - 1969: 1:a plats dubbel (med Eszter Juhos)
  - 1971: 1:a plats singel, 1:a plats dubbel (med Henriette Lotaller), 1:a plats mixed dubbel (med István Jónyer)
  - 1972: 1:a plats singel, 1:a plats dubbel (med Henriette Lotaller), 1:a plats mixed dubbel (med István Jónyer)
  - 1974: 1:a plats dubbel (med Henriette Lotaller), 1:a plats mixed dubbel (med István Jónyer)
  - 1975: 1:a plats dubbel (med Henriette Lotaller), 1:a plats mixed dubbel (med István Jónyer)
  - 1976: 1:a plats dubbel (med Gabriella Szabó)
  - 1980: 1:a plats mixed dubbel (med Tibor Klampár)